# Der Mann im Lodenmantel
Der Mann im Lodenmantel ist ein rumänischer Kriminalfilm, der auf dem Kriminalroman Der Tod kommt auf dem Tonband (im Original: Moartea vine pe bandă de magnetofon) von Haralamb Zincă basiert. Es ist der Debütfilm des rumänischen Regisseurs Nicolae Mărgineanu.  Auf VHS erschien der Film in Deutschland unter dem Titel Vom Wahnsinn gejagt (Progess-Filmverleih). Internationaler Titel war The Man in the Overcoat.

## Handlung
Ingenieur Dan Stamatiad arbeitet am Institut für Geophysik und Geologie in Bukarest und verfügt damit über geheime Informationen gewisser Lagerstätten. Eines Abends erhält er einen geheimnisvollen Brief, in dem ihm mitgeteilt wird, dass schon sicher sei, wann, wo und wie er sterben werde. Bald erhält er auch ein Tonband mit der Stimme eines Mannes, die ihm mitteilt, dass er bald wissen werde, wer ihm nach dem Leben trachte und warum. Wenig später wird Dans Schwester durch die Straßen Bukarests verfolgt und in einem Aufzug angeschossen. Die Spionageabwehr schaltet sich ein, weitere Drohanrufe und Drohbriefe folgen. Die Sicherheitsorgane ermitteln und vernehmen einige Verdächtige. Nach und nach wird Dan klar, wer ihm nach dem Leben trachten könnte und weshalb. Der Fall reicht weit zurück in die Vergangenheit. Den Mitarbeitern der Staatssicherheit gelingt es schließlich, den unheimlichen Mann im Lodenmantel festzunehmen. Der Täter versuchte, einen Spionageauftrag mit ganz persönlich motivierter Rache an Dan zu verbinden.

## Kritik
„Recht konstruierter, aber auch spannender Kriminalfilm.“

## Hintergrund
Produziert wurde der Film von Româniafilm Filmstudio Bukarest, Casa de Filme 1, mit einem Budget von 2.762.000 Lei. Gedreht wurde zwischen dem 31. August und dem 24. Oktober 1978 in Bukarest. In Rumänien wurde der Film von 1.689.174 Menschen im Kino gesehen.

### Auszeichnungen
- 1979 Preis „Opera Prima“
- 1980 Costinești-Preis für Regie und Musik

### Deutsche Synchronfassung
Der Film erlebte in den Kinos der DDR seine deutsche Erstaufführung am 28. Dezember 1979 und wurde am 12. Dezember 1981 erstmals im DDR-TV (1. Programm) ausgestrahlt.
Die deutsche Synchronfassung wurde hergestellt vom DEFA-Studio für Synchron in Berlin, das Dialogbuch verfasste Hanns Beyer, die Dialogregie führte Gerhard Paul.
| Rolle                  | Darsteller            | deutscher Sprecher |
| ---------------------- | --------------------- | ------------------ |
| Dan Stamatiad          | Victor Rebengiuc      | Helmut Schellhardt |
| Lucian                 | Ovidiu Iuliu Moldovan | Hans Oldenbürger   |
| Lieutenant Frunza      | Constantin Diplan     | Klaus Nietz        |
| Aman                   | George Constantin     | Joachim Konrad     |
| Panait                 | Mircea Albulescu      | Eberhard Mellies   |
| Gramoste               | Cazimir Tanase        | Oswald Foerderer   |
| Amans Freundin         | Draga Olteanu Matei   | Ruth Glöß          |
| Mioara                 | Florina Luican        | Margot Busse       |
| Nelu Matu              | Gheorghe Visu         | Detlef Bierstedt   |
| Institutsdirektor      | Silviu Stanculescu    | Manfred Wagner     |
| Sekretärin im Institut | Elena Sereda          | Evamaria Bath      |
| ein Ermittler          | Dan Tufaru            | Ernst Meincke      |